# Trialeurodes coccolobae
Trialeurodes coccolobae là một loài côn trùng cánh nửa trong họ Aleyrodidae, phân họ Aleyrodinae.
Trialeurodes coccolobae được Russell miêu tả khoa học đầu tiên năm 1948.